# Liga ETE 2023
La temporada 2023 de la Liga ETE fue la sexta edición desde que se iniciara la competición de traineras organizada por la Asociación de Traineras de Mujeres en 2018. Compitieron 8 equipos encuadrados en un único grupo. La temporada regular comenzó el 17 de junio en San Juan de Luz (Francia) y terminó el 27 de agosto en Erandio (Vizcaya). Posteriormente, se disputaron los play-off para el ascenso a la Liga ACT femenina.

## Sistema de competición
La competición consta de una temporada regular de 13 regatas. Una vez finalizada, se disputa un play-off de ascenso a la Liga ACT femenina entre la sexta y séptima clasificadas de dicha competición, ya que la octava descenderá directamente, y las dos primeras de la Liga ETE y de la Liga LGT femenina 2023.
Las regatas de disputaron en tandas en líneas de dos a seis calles excepto las banderas San Juan ETE, Real Astillero, Pasajes Bilbao  y Erandio que se compitieron en modalidad contrarreloj. En todos los casos la distancia a bogar en cada regata fue de 1.5 millas náuticas que equivalen a 2778 metros.

## Calendario

### Temporada regular
Las siguientes regatas tuvieron lugar en 2023.
| Orden | Regata                                                   | Fecha        | Hora  | Localidad            | Provincia |
| ----- | -------------------------------------------------------- | ------------ | ----- | -------------------- | --------- |
| 1     | VI Bandera de San Juan de Luz-Gran Premio Etxebat        | 17 de junio  | 15:15 | San Juan de Luz      | Francia   |
| 2     | II Bandera de Hernani                                    | 18 de junio  | 11:30 | Pasajes de San Pedro | Guipúzcoa |
| 3     | XX Bandera de Mundaca-Onura Homes                        | 25 de junio  | 11:30 | Mundaca              | Vizcaya   |
| 4     | Bandera de San Juan ETE                                  | 1 de julio   | 17:00 | Pasajes de San Juan  | Guipúzcoa |
| 5     | VI Bandera de Zumaya                                     | 9 de julio   | 11:30 | Zumaya               | Guipúzcoa |
| 6     | XLI Bandera Noble Villa de Portugalete                   | 16 de julio  | 10:00 | Portugalete          | Vizcaya   |
| 7     | IV Bandera Ayuntamiento de Sestao. Centenario de Kaiku   | 22 de julio  | 11:00 | Sestao               | Vizcaya   |
| 8     | II Bandera Real Astillero femenina                       | 23 de julio  | 10:00 | El Astillero         | Cantabria |
| 9     | XXXIX Bandera de Ondárroa                                | 5 de agosto  | 12:00 | Ondárroa             | Vizcaya   |
| 10    | X Bandera de Pasajes                                     | 12 de agosto | 11:30 | Pasajes              | Guipúzcoa |
| 11    | III Bandera Femenina de Zarautz                          | 19 de agosto | 11:15 | Zarauz               | Guipúzcoa |
| 12    | VIII Bandera Femenina de Bilbao-III Memorial Ane Aizpuru | 20 de agosto | 17:00 | Bilbao               | Vizcaya   |
| 13    | XXXVI Bandera de Erandio                                 | 27 de agosto | 14:00 | Erandio              | Vizcaya   |

### Play-off de ascenso a Liga ACT
| Orden | Regata      | Fecha            | Hora  | Provincia |
| ----- | ----------- | ---------------- | ----- | --------- |
| 1     | Bermeo      | 16 de septiembre | 17:30 | Vizcaya   |
| 2     | Portugalete | 17 de septiembre | 11:25 | Vizcaya   |

## Traineras participantes
| Equipo                  | Nombre de la Trainera | Patrona                                            | Localidad    | Provincia |
| ----------------------- | --------------------- | -------------------------------------------------- | ------------ | --------- |
| Astillero               | San José XIV          | Lara Fernández, Julia Rodríguez                    | El Astillero | Cantabria |
| Portugalete             | Jarrillera            | Ane Varela, Alazne Etxaniz                         | Portugalete  | Vizcaya   |
| Kaiku-Nortegas          | Bizkaitarra           | Jone García de Andoin                              | Sestao       | Vizcaya   |
| Deusto-Bilbao           | Tomatera              | Denise Perez                                       | Bilbao       | Vizcaya   |
| Ondarroa-Cikautxo       | Antiguako Ama         | Eneritz Díez, Izar Osa, Izar Ibaibarriaga          | Ondárroa     | Vizcaya   |
| Zumaia                  | Telmo Deun            | Naroa Goikoetxea, Amane Jimenez                    | Zumaya       | Guipúzcoa |
| Zarautz-Gesalaga-Okelan | Enbata                | Amaia Apecechea                                    | Zarauz       | Guipúzcoa |
| Hernani                 | Maialen               | Eider Goikoetxea, Naia Peñagarikano, Katalin Landa | Hernani      | Guipúzcoa |

Los clubes participantes están ordenados geográficamente, de oeste a este.

### Equipos por provincia
| Provincia | N. | Equipos                                                       |
| --------- | -- | ------------------------------------------------------------- |
| Vizcaya   | 4  | Deusto-Bilbao, Kaiku-Nortegas, Ondarroa-Cikautxo, Portugalete |
| Guipúzcoa | 3  | Hernani, Zarautz-Gesalaga-Okelan, Zumaia                      |
| Cantabria | 1  | Astillero                                                     |

### Ascensos y descensos
| Pos. | Ascendidas a Liga ACT 2023 |
| ---- | -------------------------- |
| 1.ª  | Hondarribia-Bertako        |
| 2.ª  | Hibaika-Jamones Ancin      |

| Pos. | Club de temporada 2022 no inscrito |
| ---- | ---------------------------------- |
| 8.ª  | Castro-Canteras de Santullán       |

| Pos. | Nueva inscripción |
| ---- | ----------------- |
| -    | Astillero         |

     Ascenso directo.

     Descenso administrativo o desaparición.

     Nueva inscripción.

## Clasificación

### Temporada regular
A continuación se recoge la clasificación en cada una de las regatas disputadas.

#### Puntuaciones
Los puntos se reparten entre las ocho participantes en cada regata. 
| Posición | 1.º | 2.º | 3.º | 4.º | 5.º | 6.º | 7.º | 8.º |
| -------- | --- | --- | --- | --- | --- | --- | --- | --- |
| Puntos   | 8   | 7   | 6   | 5   | 4   | 3   | 2   | 1   |

#### Resultados por regata
| Pos. | Club                    | Trainera      | 1 LUZ | 2 HER | 3 MUN | 4 JUA | 5 ZUM | 6 POR | 7 SES | 8 AST | 9 OND | 10 PAS | 11 ZAR | 12 BIL | 13 ERA | Puntos |
| ---- | ----------------------- | ------------- | ----- | ----- | ----- | ----- | ----- | ----- | ----- | ----- | ----- | ------ | ------ | ------ | ------ | ------ |
| 1    | Kaiku-Nortegas          | Bizkaitarra   | 2     | 1     | 1     | 2     | 1     | 1     | 2     | 3     | 1     | 1      | 2      | 3      | 2      | 95     |
| 2    | Zumaia                  | Telmo Deun    | 1     | 2     | 2     | 1     | 2     | 2     | 3     | 2     | 2     | 3      | 1      | 2      | 3      | 91     |
| 3    | Zarautz-Gesalaga-Okelan | Enbata        | 5     | 4     | 7     | 3     | 4     | 3     | 1     | 1     | 5     | 2      | 3      | 1      | 1      | 77     |
| 4    | Deusto-Bilbao           | Tomatera      | 3     | 3     | 3     | 4     | 3     | 5     | 5     | 4     | 4     | 5      | 6      | 5      | 5      | 62     |
| 5    | Astillero               | San José XIV  | 4     | 5     | 4     | 6     | 5     | 4     | 4     | 5     | 3     | 4      | 4      | 4      | 4      | 61     |
| 6    | Ondarroa                | Antiguako Ama | 6     | 6     | 5     | 5     | 6     | 6     | 6     | 7     | 7     | 6      | 5      | 7      | 6      | 39     |
| 7    | Hernani                 | Maialen       | 7     | 7     | 6     | 7     | 7     | 7     | 7     | 6     | 6     | 7      | 7      | 6      | 7      | 30     |
| 8    | Portugalete             | Jarrillera    | 8     | 8     | 8     | 8     | 8     | 8     | 8     | 8     | 8     | 8      | 8      | 8      | 8      | 13     |

| Color  | Resultado |
| ------ | --------- |
| Oro    | Ganadora  |
| Plata  | Segunda   |
| Bronce | Tercera   |
| Verde  | Puntuó    |

#### Palmarés
| Pos. | Club                    | Victorias | Segundas | Terceras | Puntos | Ascenso o descenso  |
| ---- | ----------------------- | --------- | -------- | -------- | ------ | ------------------- |
| 1    | Kaiku-Nortegas          | 6         | 5        | 2        | 95     | Play-off de ascenso |
| 2    | Zumaia                  | 3         | 7        | 3        | 91     | Play-off de ascenso |
| 3    | Zarautz-Gesalaga-Okelan | 4         | 1        | 3        | 77     |                     |
| 4    | Deusto-Bilbao           | -         | -        | 4        | 62     |                     |
| 5    | Astillero               | -         | -        | 1        | 61     |                     |
| 6    | Ondarroa                | -         | -        | -        | 39     |                     |
| 7    | Hernani                 | -         | -        | -        | 30     |                     |
| 8    | Portugalete             | -         | -        | -        | 13     |                     |

### Play-off de ascenso a Liga ACT
Debido al acuerdo suscrito para la ampliación de 4 a 8 botes en la Liga ACT femenina asegurando la presencia de al menos 2 tripulaciones gallegas durante las temporadas 2023 a 2025, disputó el play-off de ascenso la séptima clasificada de la ACT, Hibaika-Jamones Ancin y ninguna trainera gallega.
Los puntos se reparten entre las tres participantes en cada regata.
| Posición | 1.º | 2.º | 3.º |
| -------- | --- | --- | --- |
| Puntos   | 3   | 2   | 1   |

| Pos. | Club                  | Trainera    | 1 BER | 2 POR | Puntos      | Ascenso o descenso    |
| ---- | --------------------- | ----------- | ----- | ----- | ----------- | --------------------- |
| 1    | Hibaika-Jamones Ancin | Madalen     | 1     | 1     | 6           | Permanece en Liga ACT |
| 2    | Zumaia                | Telmo Deun  | 3     | 2     | Sin cambios | Permanece en Liga ETE |
| 3    | Kaiku-Nortegas        | Bizkaitarra | 2     | 3     | Sin cambios | Permanece en Liga ETE |